# Macromitrium zimmermannii
Macromitrium zimmermannii là một loài rêu trong họ Orthotrichaceae. Loài này được M. Fleisch. mô tả khoa học đầu tiên năm 1904.